# Pachycornia triandra
Pachycornia triandra là loài thực vật có hoa thuộc họ Dền. Loài này được (F. Muell.) J.M. Black mô tả khoa học đầu tiên năm 1924.